# Leichtathletik-Weltmeisterschaften 2011/Teilnehmer (Mauritius)
| Gelbes Symbol für Goldmedaillen mit stilisierten Olympischen Ringen | Graues Symbol für Silbermedaillen mit stilisierten Olympischen Ringen | Braundes Symbol für Bronzemedaillen mit stilisierten Olympischen Ringen |
| ------------------------------------------------------------------- | --------------------------------------------------------------------- | ----------------------------------------------------------------------- |
| —                                                                   | —                                                                     | —                                                                       |

Der mauritische Leichtathletik-Verband stellte bei den Leichtathletik-Weltmeisterschaften 2011 im koreanischen Daegu zwei Teilnehmer.

## Ergebnisse

### Männer

#### Laufdisziplinen
| Athlet                  | Disziplin    | Vorlauf | Vorlauf | Halbfinale    | Halbfinale    | Finale        | Finale        |
| Athlet                  | Disziplin    | Zeit    | Platz   | Zeit          | Platz         | Zeit          | Platz         |
| ----------------------- | ------------ | ------- | ------- | ------------- | ------------- | ------------- | ------------- |
| Jean Antonio Vieillesse | 400 m Hürden | 51,02 s | 31      | ausgeschieden | ausgeschieden | ausgeschieden | ausgeschieden |

### Frauen

#### Laufdisziplinen
| Athletin          | Disziplin | Vorlauf    | Vorlauf | Halbfinale    | Halbfinale    | Finale        | Finale        |
| Athletin          | Disziplin | Zeit       | Platz   | Zeit          | Platz         | Zeit          | Platz         |
| ----------------- | --------- | ---------- | ------- | ------------- | ------------- | ------------- | ------------- |
| Mary Jane Vincent | 200 m     | 25,20 s SB | 35      | ausgeschieden | ausgeschieden | ausgeschieden | ausgeschieden |